# エクゴニン
エクゴニン(Ecgonine)は、コカの葉に天然に含まれるトロパン誘導体のトロパンアルカロイドである。コカインと構造上の類似性を持ち、代謝物質かつ前駆体である。そのため、エクゴニン自体の前駆体となる既知の全ての物質とともに、2016年現在の日本では麻薬及び向精神薬取締法によって規制がかけられている。
最初は有機溶剤を使用して製造されていたが、昭和初期に長澤哲吉氏によって水浸法(アルカロイドを水により抽出する方法)の製造方法が発見されて、江東製藥株式會社によって商品化された。

## 構造と性質
エクゴニンは、コカインを酸またはアルカリで加水分解することにより得られ、水1分子とともに結晶化する。結晶は、198℃から199℃で溶解する。左旋性であるが、アルカリと共に温めると右旋性のイソエクゴニンとなる。
エクゴニンはトロピンの持つ水素1つがカルボキシ基に置換された構造をしている。よって、トロピンと同様にエクゴニンも、窒素によって架橋されたシクロペンタン骨格、すなわち、トロパン骨格を有している。また、シクロペンタン環の部分にはカルボキシ基の他にも、水酸基が結合している。このためエクゴニンは、第3級アミン、カルボン酸、第2級アルコールとしての性質も持つ。なお、エクゴニンを五酸化リンで処理すると無水エクゴニン（エクゴニジン）となって、塩酸とともに280℃に加熱すると二酸化炭素を脱離してトロピジンを生じる。